# Gabinete Blum II
O Gabinete Blum II foi o ministério formado por Léon Blum em 13 de março de 1938 e dissolvido em 08 de abril do mesmo ano. Foi o 104º gabinete da Terceira República Francesa, sendo antecedido pelo Gabinete Chautemps IV e sucedido pelo Gabinete Daladier III.

## Contexto
Em março de 1938, pela segunda vez em sua carreira, Léon Blum foi nomeado Presidente do Conselho de Ministros pelo Presidente da República, Albert Lebrun. O chefe de governo estava em luto, pois sua esposa acabara de falecer. Seu novo gabinete incluía figuras proeminentes da política francesa da época, como Édouard Daladier, nomeado Vice-Presidente do Conselho, e Vincent Auriol, nomeado para a Coordenação de Serviços.
O segundo gabinete de Blum tomou posse em 13 de março de 1938. Contudo, a recusa do Senado Francês em conceder plenos poderes financeiros a ele forçou a renúncia do governo. A câmara alta, dominada por conservadores, opunha-se aos vários gabinetes socialistas desde as eleições - a recusa em conceder plenos poderes já havia levado à renúncia do primeiro governo de Léon Blum. Este seria o último governo de maioria da "Frente Popular", sendo sucedido por um gabinete liderado por Daladier.

## Composição

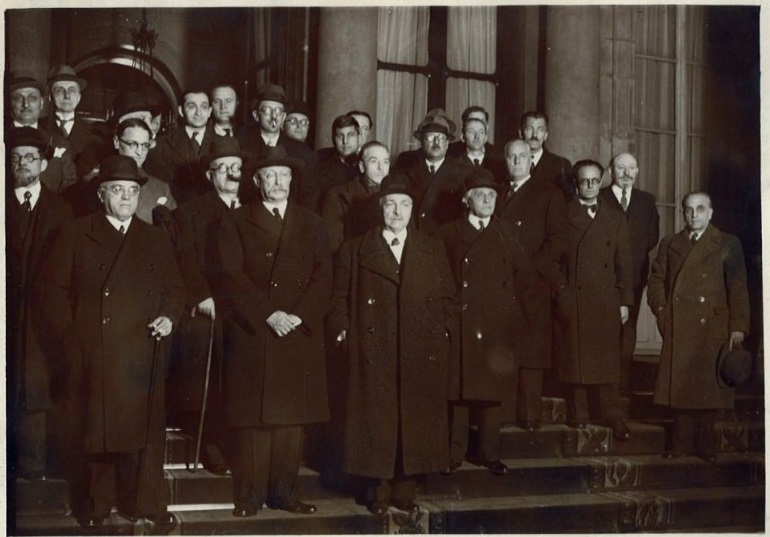
O 2º Gabinete Blum em fotografia de 1938.

- Presidente da República: Albert Lebrun
- Presidente do Conselho de Ministros: Léon Blum
- Vice-presidente do Conselho de Ministros: Édouard Daladier
- Ministro dos Estrangeiros: Joseph Paul-Boncour
- Ministro da Justiça: Marc Rucart
- Ministro do Interior: Marx Dormoy
- Ministro da Defesa Nacional e da Guerra: Édouard Daladier
- Ministro do Tesouro: Léon Blum
- Ministro da Educação Nacional: Jean Zay
- Ministro das Obras Públicas: Jules Moch
- Ministro da Agricultura: Georges Monnet
- Ministro do Comércio: Pierre Cot
- Ministro dos Correios, Telégrafos e Telefones: Jean-Baptiste Lebas
- Ministro do Trabalho: Albert Sérol
- Ministro das Pensões: Albert Rivière
- Ministro da Saúde Pública: Fernand Gentin
- Ministro da Marinha Militar: César Campinchi
- Ministro do Ar: Guy La Chambre
- Ministro das Colônias: Marius Moutet
- Ministro de Estado para os Assuntos do Norte da África: Albert Sarraut
- Ministro de Estado: Théodore Steeg
- Ministro de Estado: Maurice Viollette
- Ministro de Estado: Paul Faure